# Oberhausen–Duisburg-Ruhrort-vasútvonal
Az Oberhausen–Duisburg-Ruhrort-vasútvonal egy vasútvonal Németországban, Észak-Rajna-Vesztfáliában. Oberhausenből Duisburg-Meiderichen keresztül Duisburg-Ruhrortba vezet.
A vonal jelenleg fővonalnak minősül, nincs villamosítva, és Duisburg-Meiderich Süd állomást kivéve végig egyvágányú.

## Történet
A Köln–Mindeni Vasúttársaság (Köln-Mindener Eisenbahn-Gesellschaft, CME) 1847-ben készült el a Duisburg–Dortmund-vasútvonal megépítésével; ez volt az első és ekkor még egyetlen vasútvonal a Ruhr-vidéken. Ezen a vasútvonalon szándékoztak a Ruhr-vidéken bányászott szenet az Alsó-Rajna bal partjára szállítani. A CME szerződést kötött a Ruhrort–Krefeld-járási Glabdachi Vasúttársasággal (Ruhrort-Crefeld-Kreis Gladbacher Eisenbahngesellschaft, RCG), ami a Rajna bal partján Mönchengladbachig futó vasútvonalat építette, beleértve a folyó két partja, Ruhrort és Homberg közti kompos összeköttetést is. A folyó mindkét oldalán egy-egy torony állt, amikről hidraulikus daruval emelték a kocsikat a kompra. A hídépítéstől ekkor, bár a vasúttársaságoknak érdekében állt volna, elsősorban hadászati okokból kellett eltekinteni.
A CME oberhauseni állomásáról (ma Oberhausen Hauptbahnhof) ezért egy szárnyvonalat létesítettek Meiderichen át Ruhrortba. A szárnyvonalat 1848. október 14-én adták át, míg a Ruhrort–Homberg összeköttetés 1852. november 12-ére készült el.

## Fejlődés

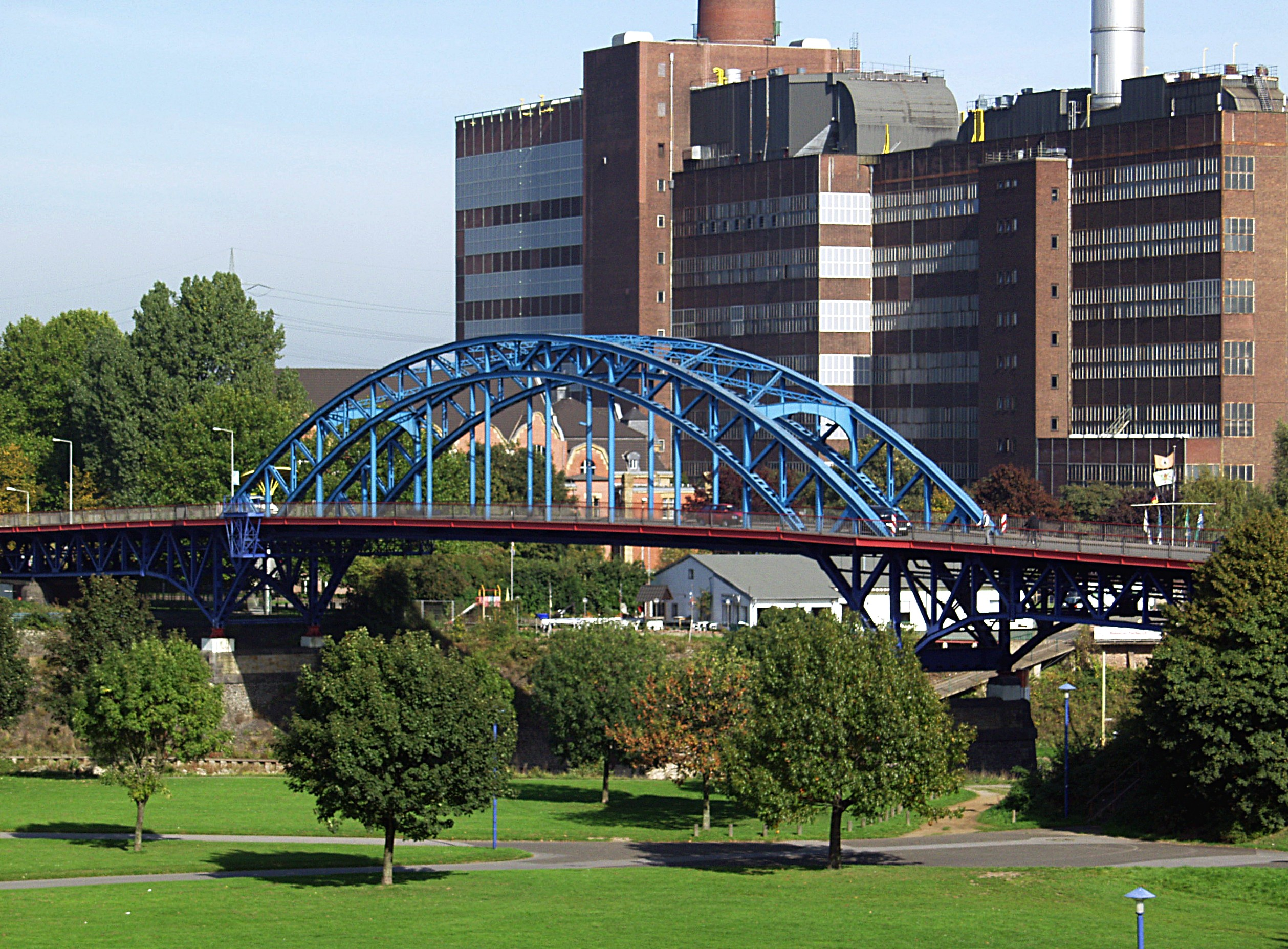
Vasúti kikötő Ruhrortban

1866-ban a Bergisch-Märkische Eisenbahn-Gesellschaft (BME) az RCG-vel együtt az Aachen–Düsseldorf–Ruhrorti Vasútvonal Királyi Igazgatósága (Königliche Direktion der Aachen-Düsseldorf-Ruhrorter Eisenbahn) alá került. Ezt követően a BME meghosszabbította Ruhr-vidéki vonalát, a Witten/Dortmund–Oberhausen/Duisburg-vasútvonalat a nyugati csomópontként szolgáló Styrumtól Ruhrortig. Ennek eredményeképp a BME a Ruhrort–Homberg-összeköttetés mindkét oldalán saját pályával rendelkezett, ami azt eredményezte, hogy a CME oberhauseni vonala elvesztette a jelentőségét. (A BME jobb- és bal Rajna-parti pályáinak összeköttetésének ma is meglevő tanúja a pályák Aachentől kezdődő kilométerszámozása.)
Az Osterath–Dortmund Süd-vasútvonalon található Duisburg-Hochfeldi vasúti híd megépítésével stabil összeköttetés jött létre a Rajna két partja között. Ennek következtében a Ruhrort–Homberg-összeköttetés nem volt többé szükséges, és így az Oberhausen–Duisburg-vasútvonal is elvesztette a távolsági közlekedésben betöltött szerepét és jelentőségét. Ehelyett a teherközlekedésben vált fontossá: az acélipar illetve a Duisburg-Ruhrorti kikötő is használta.

## Jelen állapot
Mivel Duisburg városa elsősorban már létező települések hozzácsatolásával növekedett, a 19. század közepén épített vasútvonalak egyáltalán nem tükrözik a jelenkori lakosság közlekedési igényeit. Ebből eredően ma a vonalon viszonylag csekély személyforgalmat bonyolítanak.
Korábban szerepet játszott a teherszállításban is, mert összeköttetést biztosított a ruhrorti kikötői pályaudvar és az Oberhausen West teherpályaudvar (Güterbahnhof Oberhausen West, korábban Bahnhof Oberhausen RhE) között; ez a régi Rajnai Vasúttársaság (Rheinische Eisenbahn-Gesellschaft, RhE) Duisburg-Wedau–Bottrop Süd-vasútvonalán keresztül történt. Ma a kikötői pályaudvar már csak a keleti oldalán van összekötve a vasúti hálózattal.

## Üzemeltetés
A vonalon ma az RB 36-os számú, Ruhrortbahn nevű  Regionalbahn vonatai közlekednek, amiket a NordWestBahn üzemeltet. A NordWestBahn 2010. december 12-én vette át a vonalat a Prignitzer Eisenbahn GmbH-tól, pályázatot követően. A vonalon a teljes menetidő 12 perc. Oberhausen Hauptbahnhofon lehetőség van a helyi és távolsági vonatokra való átszállásra.
Az NWB LINT 41 típusú dízel motorkocsikat használ a vonalon. Az átlagsebesség 45 km/h. A Ruhrort-Bahn hétköznap félóránként, hétvégén pedig óránként közlekedik. A Ruhrortbahn a VRR útvonalhálózat része.

## Fordítás
- Ez a szócikk részben vagy egészben  a   Bahnstrecke Oberhausen–Duisburg-Ruhrort című német Wikipédia-szócikk ezen változatának fordításán alapul.  Az eredeti cikk szerkesztőit annak laptörténete sorolja fel. Ez a jelzés csupán a megfogalmazás eredetét és a szerzői jogokat jelzi, nem szolgál a cikkben szereplő információk forrásmegjelöléseként.